# Communauté de communes Digoin Val de Loire
La communauté de communes Digoin Val de Loire, souvent abrégée en CCVal, est une ancienne communauté de communes française, située principalement dans le département de Saône-et-Loire en région Bourgogne-Franche-Comté. Toutefois, trois de ses communes membres étaient situées dans le département de l'Allier en région Auvergne-Rhône-Alpes.

## Historique

Logo de la communauté de communes jusqu'en février 2012.

Le 1er janvier 2017, avec la mise en place du nouveau schéma départemental de coopération intercommunale, la communauté de communes fusionne avec les communautés de communes du Charolais et de Paray-le-Monial pour former la communauté de communes du Grand Charolais.

## Composition
| Nom                   | Code Insee | Gentilé       | Superficie (km2) | Population (dernière pop. légale) | Densité (hab./km2) |
| --------------------- | ---------- | ------------- | ---------------- | --------------------------------- | ------------------ |
| Molinet (siège)       | 03173      | Molinetois    | 25,98            | 1 180 (2014)                      | 45                 |
| Chassenard            | 03063      | Chassenardais | 25,12            | 956 (2014)                        | 38                 |
| Coulanges             | 03086      | Coulangeois   | 23,96            | 332 (2014)                        | 14                 |
| Digoin                | 71176      | Digoinais     | 34,72            | 8 005 (2014)                      | 231                |
| Les Guerreaux         | 71229      | Guerreausiens | 20,01            | 246 (2014)                        | 12                 |
| La Motte-Saint-Jean   | 71325      | Motois        | 21,32            | 1 221 (2014)                      | 57                 |
| Saint-Agnan           | 71382      |               | 25,72            | 716 (2014)                        | 28                 |
| Varenne-Saint-Germain | 71557      |               | 15,62            | 692 (2014)                        | 44                 |

Parmi ces communes, celles de Chassenard, Coulanges et Molinet se situent dans l'Allier.

## Administration
Le siège de la communauté de communes est situé à Molinet.

### Conseil communautaire
L'intercommunalité est gérée par un conseil communautaire composé de 34 délégués issus de chacune des communes membres.
Les délégués sont répartis comme suit :
| Nombre de délégués | Communes                                                     |
| ------------------ | ------------------------------------------------------------ |
| 17                 | Digoin                                                       |
| 3                  | Chassenard, Molinet, La Motte-Saint-Jean                     |
| 2                  | Coulanges, Les Guerreaux, Saint-Agnan, Varenne-Saint-Germain |

### Présidence
L'actuel président de la communauté de communes est Fabien Genet.
| Période                                  | Période | Identité      | Étiquette | Qualité                      |
| ---------------------------------------- | ------- | ------------- | --------- | ---------------------------- |
| Les données manquantes sont à compléter. |         |               |           |                              |
| 2008                                     | 2014    | Roland Fleury | PS        | Pharmacien. Maire de Molinet |
| 2014                                     | 2016    | Fabien Genet  |           | Maire de Digoin              |

## Compétences

### Compétences obligatoires
- Développement économique
- Aménagement de l'espace
- Création, aménagement et entretien de voirie d'intérêt communautaire
- Politique du logement social
- Protection et mise en valeur de l'environnement

### Compétences optionnelles et facultatives
- Construction, entretien et fonctionnement d'équipements culturels sportifs et d'équipements d'enseignement préélémentaire et élémentaire
- Création du répertoire, analyse et valorisation des richesses naturelles du territoire
- Recensement, collecte, archivage et valorisation du patrimoine ethnologique et architectural
- Actions en faveur de la jeunesse
- Organisation du transport des enfants originaires de la CCVal à la piscine intercommunale pendant la saison estivale
- Actions culturelles
- Santé

## Sources
- La base ASPIC